# Taeniolinum mundum
Taeniolinum mundum är en mångfotingart som först beskrevs av Chamberlin 1940.  Taeniolinum mundum ingår i släktet Taeniolinum och familjen Ballophilidae.
Artens utbredningsområde är Panama. Inga underarter finns listade i Catalogue of Life.